# Kalikere, Mulbagal
Kalikere là một làng thuộc tehsil Mulbagal, huyện Kolar, bang Karnataka, Ấn Độ.